# Elecciones estatales de Hamburgo de 1966
El 27 de marzo de 1966, las elecciones de los miembros de la sexta legislatura del Parlamento de Hamburgo después de la Segunda Guerra Mundial tuvieron lugar. Hubo 1.375.491 votantes inscritos. El SPD obtuvo mayoría absoluta, por lo que los socialdemócratas pudieron comenzar a gobernar en solitario. Herbert Weichmann continuó siendo el alcalde de Hamburgo.

## Resultados
Sufragaron 959.816 electores, lo que significa una participación del 69,8%. De estos votos, 947.802 fueron válidos, y 12.014 nulos.
| Partido | Partido                                     | Votos   | % de votos | Escaños | % de escaños |
| ------- | ------------------------------------------- | ------- | ---------- | ------- | ------------ |
|         | Partido Socialdemócrata de Alemania (SPD)   | 558.754 | 59.0%      | 74      | 61,7%        |
|         | Unión Demócrata Cristiana (CDU)             | 284.501 | 30.0%      | 38      | 31,7%        |
|         | Partido Democrático Liberal (FDP)           | 64.837  | 6.8%       | 8       | 6,7%         |
|         | Partido Nacionaldemócrata de Alemania (NPD) | 36.654  | 3.9%       | 0       |              |
|         | Frei-Soziale Union (FSU)                    | 3.056   | 0.3%       | 0       |              |